# Kupina (Velika Kopanica)
Kupina is een plaats in de gemeente Velika Kopanica in de Kroatische provincie Brod-Posavina. De plaats telt 306 inwoners (2001).